# 昂吉安站
昂吉安站（法語：Gare d'Enghien）是比利时埃诺省城市昂吉安的鐵路車站。